# Until the End of Time (singolo Tupac Shakur)
Until the End of Time è una canzone postuma di Tupac Shakur primo singolo dall'omonimo album postumo entrambi pubblicati nel 2001. Il ritornello della canzone è cantato da R.L. dei Next.
Entrato al 52º posto della Billboard Hot 100, il brano ebbe parecchio successo. È basato su un campionamento della canzone del 1985 Broken Wings dei Mr. Mister.

## Tracce
1. "Until the End of Time"
2. "Thug N U, Thug N Me" - Remix
3. "Baby Don't Cry" - 2Pac & Outlawz
4. "Until the End of Time" - CD-ROM video